# 島津村 (三重県)
島津村（しまづむら）は三重県度会郡にあった村。現在の南伊勢町の西端、古和浦湾・寺倉浦・方座浦の沿岸にあたる。

## 地理
- 海洋：古和浦湾、寺倉浦、方座浦
- 山岳：大河内山、有地山、姫越山、竹ノ谷山、天神山
- 河川：小方川、納戸地川、古和川、有地川、棚橋川、新桑川
- 島嶼：薄月池、座佐池

## 歴史
- 1889年（明治22年）4月1日 - 町村制の施行により、新桑竈・棚橋竈・古和浦・栃木竈・小方竈・方座浦の区域をもって発足。
- 1945年（昭和20年）6月5日 - 村内の山林にB-29が墜落、住民4人とB-29の乗員であるアメリカ兵2人が死亡[1]。
- 1955年（昭和30年）4月1日 - 吉津町・鵜倉村・中島村と合併して南島町が発足。同日島津村廃止。